# Everardo Castro
Everardo Magalhães Castro (Rio de Janeiro, 12 de abril de 1933 - 30 de março de 2010) foi um músico, advogado, editor e político brasileiro, considerado um dos mais ativos na criação da bossa nova.
Foi deputado estadual no Rio de Janeiro (então ainda Guanabara) em duas ocasiões, na década de 1960, e foi autor de vários projetos dentre os quais se destaca a lei que criou a Secretaria de Ciência e Tecnologia; na década seguinte foi proprietário de parques gráficos.

## Biografia
Seu avô paterno João Autto de Magalhães Castro, amazonense, educador, inventor e artista, mudara-se para o Rio no século XIX, e veio a se casar com uma moça de família nobre da Corte e viria a exercer grande influência sobre o neto. O outro avô Álvaro Ribeiro de Almeida e Luz, o materno, foi o engenheiro que colaborou com Carlos Guinle na construção da estrada Rio-Petrópolis, dando início à amizade entre as duas famílias.
Everardo estudou no Colégio São José, onde teve grande influência o padre marista Ático Rubini, organista e compositor; outra influência em sua infância foi o músico Pixinguinha, que era amigo de seu pai.
Formou-se em direito pela Universidade do Estado do Rio de Janeiro, e exerceu a advocacia posteriormente. Deputado durante o governo de Carlos Lacerda, era homem de confiança deste na Assembleia, onde presidiu as suas comissões de constituição e justiça e de economia e foi autor de um projeto que obrigava as casas noturnas a terem um conjunto musical.
Ainda como deputado esteve em Cuba, quando encontrou Ernesto Che Guevara junto a Ben Bella, que lhe aconselhou a sempre "ouvir os jovens" - como resultado da tarde que passaram junto compôs Guevara e Danzon para Carmen.
No governo de José Sarney foi diretor da Casa da Moeda do Brasil.
O escritor Ruy Castro, em seu livro Chega de Saudade, o considera um dos mais atuantes da MPB, havendo participado da criação da bossa nova.
Junto a Jorge Guinle, Ary Vasconcelos, Ricardo Cravo Albin, Silvio Túlio Cardoso, Vinícius de Morais, Tom Jobim, Ilmar Cardoso e outros, participou da fundação do Clube de Jazz e Bossa, em 1965.
Sobre sua produção musical, registrou Radamés Gnatalli: "Algumas melodias de Everardo evocam passagens de Debussy. Gosto do seu trabalho. Trabalho delicado e que atinge a alma."
Junto a João Donato compôs a sinfonia Amazonas: Um Poema Sinfônico, que estreou em 21 de setembro de 2001 no Teatro Amazonas de Manaus, orquestrada por Laércio de Freitas e que recebeu elogios da crítica.

## Principais composições
- Canções: "Um simples olhar", "Fecho os olhos", "Brancas nuvens", "Beijo enganado", "Guevara", "Danzon para Carmem", "Lai".[5]
- "Sinfonia da Vitória", obra elogiada por Tom Jobim.[5]
- "Uma Fantasia Cubana", em parceria com João Donato.[5]
- "Anita", ópera que conta a saga de Anita e Giuseppe Garibaldi, em parceria com Francis Hime.[5]